# 아게이

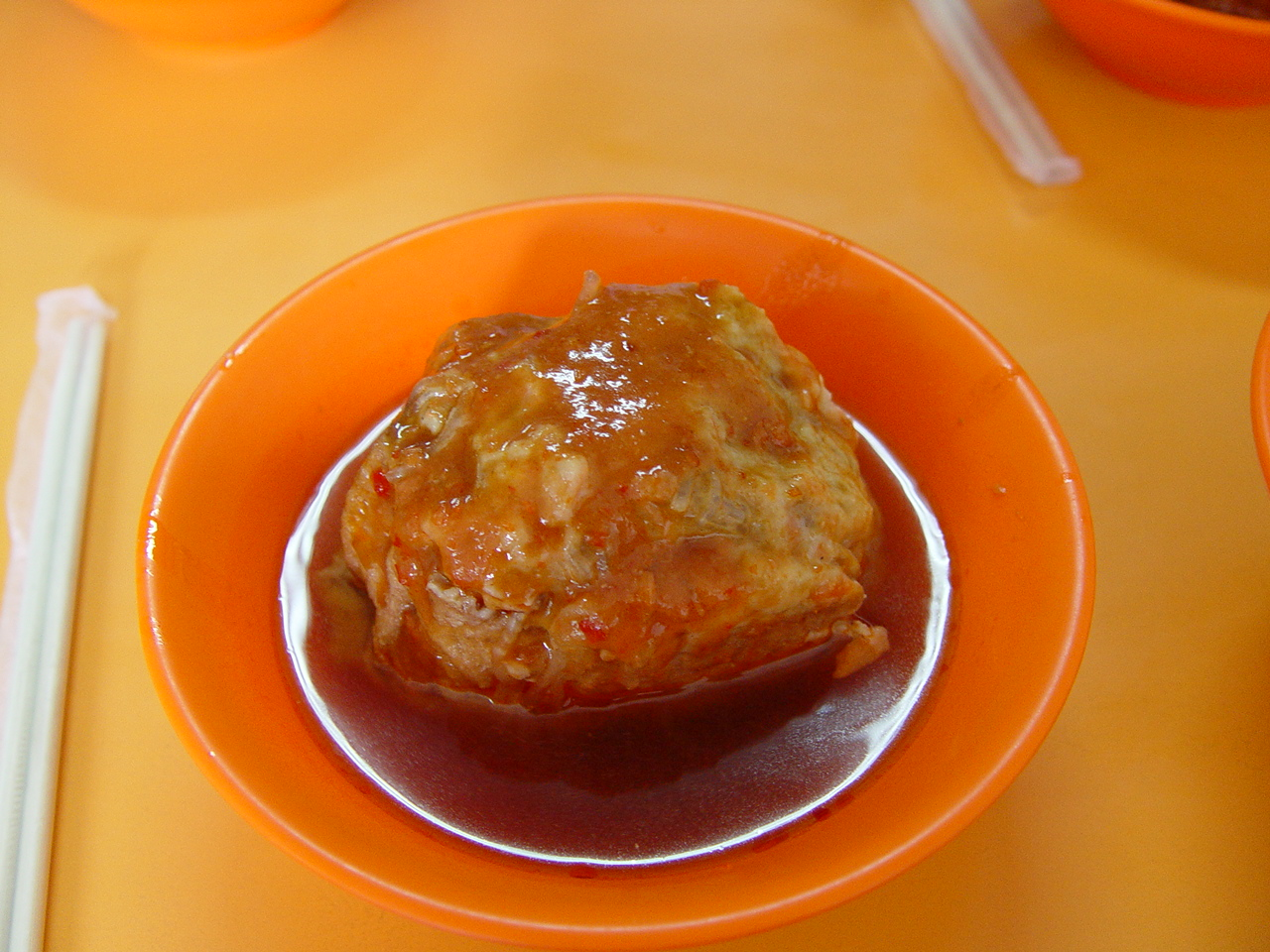
아게이 1인분

아게이(중국어 정체자: 阿給, 병음: āgěi) 또는 아게(민난어: á-geh)는 타이완 신베이시 단수이구에서 유래한 전문 음식이다. 단수이 아게이(중국어 정체자: 淡水阿給, 병음: Dànshuǐ āgěi)나 땀수이 아게(민난어: Tām-súi á-geh)로도 부른다. 튀긴 두부에 당면을 넣고 수리미로 밀봉하여 지역 상인들이 널리 판매하고 있다. 아게이라는 이름은 두부를 기름에 튀겨 만든 "유부"를 뜻하는 일본어 "아부라아게"(油揚げ)에서 유래했다.

## 같이 보기
- 대만 요리
- 차예단
- 소를 넣은 음식 목록